# Shane Lynch
Shane Eamonn Mark Stephen Lynch, lepiej znany jako Shane Lynch (ur. 3 lipca 1976 w Dublinie) – irlandzki piosenkarz, w latach 1993-2000 członek irlandzkiego boysbandu Boyzone. Brał udział w wyścigach samochodowych, uczestniczył w pokazach reality show i pojawił się jako sędzia The All Ireland Talent Show.

## Życiorys

### Wczesne lata
Urodził się w Dublinie jako syn mechanika Brendana Lyncha i Noeleen. Wychowywał się w Donaghmede, w północno-wschodnim Dublinie z dwiema młodszymi siostrami bliźniaczkami – Keavy i Edele (ur. 15 grudnia 1979). W latach szkolnych walczył z dysleksją. Osiągał za to znakomite wyniki w sporcie i stał się entuzjastą wyścigów motorowych, mając 14 lat zwyciężył w mistrzostwach Portugalii BMX. 
W wieku 14 lat opuścił szkołę i zaczął pracować z ojcem jako mechanik.

### Kariera
W 1993 roku kierwnik muzyczny Louis Walsh, który był menadżerem Johnny'ego Logana, przeprowadził przesłuchania w Dublinie, aby znaleźć chłopaka do nowego irlandzkiego boysbandu Boyzone rywalizującego z brytyjską grupą Take That. Lynch znalazł się wśród obecnych entuzjastów i został ostatecznie wybrany. Wraz z innymi chłopakami wystąpił w irlandzkim talk-show Raidió Teilifís Éireann The Late Late Show. Mimo że ich występ był krytykowany przez irlandzką prasę, zespół stał się jednym z najbardziej udanych zespołów pop w Irlandii.
Lynch szybko stał się najbardziej charakterystycznym członkiem Boyzone z powodu jego piercingów, tatuażu i gwałtownych wybuchów, które kontrastowały z czystym obrazem zespołu.
W 1999 Lynch z Boyzone wziął udział w ceremonii MTV Europe Music Award, nosząc dres, który kontrastował ze smokingami kolegów i zaszokował publiczność. Później tej nocy brał udział w fizycznej walce z amerykańskim raperem Puff Daddy. Dwa lata później, na koncercie na żywo w programie Childline, Lynch odwrócił się do kamery i krzyknął: "Tabloidy, możecie pocałować mnie w dupę!".
W brytyjskim serialu Sky 1 Dream Team (2004) wystąpił jako Eli Knox, prezes zarządu ligi piłkarskiej Premier League Harchester United F.C. Grał także w pantomimie, podczas sezonów świątecznych w 2004 i 2005 roku w widowisku Królewna Śnieżka w Wycombe Swan w High Wycombe, w 2006 roku w przedstawieniu Kopciuszek jako książę Charming w Tameside Hippodrome w hrabstwie Wielki Manchester, a w 2016 roku w spektaklu Aladyn jako Abanazer na scenie The Whitley Bay Playhouse.

### Życie prywatne
8 marca 1998 roku poślubił Easther Bennett, wokalistkę zespołu Eternal. W lipcu 2000 para ogłosiła separację. 6 kwietnia 2007 w programie Loose Women ogłosił swoje zaręczyny z Sheeną White. Pobrali się 22 sierpnia 2007, a 25 października 2008 przyszła na świat ich córka Billy Rae.
Lynch, który związany był z jasnowidzeniem i ouiją, twierdził, że był często nawiedzany przez złe duchy, które torturowały jego umysł jako nastolatka. W 2003 stał się chrześcijaninem. Został przekonany do nawrócenia przez bliskiego przyjaciela Bena Ofoedu.